# Родинка (рассказ)
«Родинка» ― рассказ русского советского писателя Михаила Александровича Шолохова, написанный в 1924 году.

## Публикации
Рассказ «Родинка» впервые опубликован в газете «Молодой ленинец», 14 декабря 1924 г., № 144; входил в сборники: «Донские рассказы», изд. «Новая Москва», М. 1926; «Председатель реввоенсовета республики», изд. ВЦСПС, М. 1930.

## Сюжет
В рассказе «Родинка» повествуется о том, как молодой красноармейский командир Николка потерял отца во время войны с Германией, а следом за ним и мать. Всё, что ему осталось от родителей — любовь к лошадям да родинка на ноге с голубиное яйцо величиной. Утром на его квартиру, базирующуюся в хате над Доном, приезжает казак и докладывает, что пришёл приказ ликвидировать очередную местную банду. Кульминацией произведения, повествующего о борьбе с бандитизмом на Верхнем Дону, стала встреча на поле сражения восемнадцатилетнего командира красного эскадрона, комсомольца Николки Кошевого с отцом, атаманом банды. Атаман убивает Николку, но после этого, признав в убитом сына, сам сводит счёты с жизнью.

## Персонажи
- Атаман банды ― безымянный отец главного героя Николая Кошевого. Пропал без вести в первую мировую войну, был в плену, через семь лет вернулся на Дон, возглавив банду. В финале стреляет в себя после убийства сына.

- Взводный ― безымянный красноармеец, сообщает Николаю Кошевому о приезде нарочного из станицы с известием о банде.

- Военком ― безымянный персонаж, купается в Дону с Николаем Кошевым.

- Лукич ― старый мельник, у которого бандиты отбирают зерно. С жалобой на бандитов приходит к командиру красного эскадрона Николке Кошевому.

- Нарочный ― безымянный красноармеец, привозит из станицы пакет для командира эскадрона Николая Кошевого.

- Николка (Николай Кошевой) ― главный герой рассказа, казак, командир красного эскадрона, член РКСМ, 18 лет. После многих лет разлуки на поле боя встречается с отцом, атаманом банды, погибает от рук отца.

- Провожатый ― безымянный красноармеец, провожает мельника Лукича к командиру.

- Хозяйка ― безымянная казачка, хозяйка хаты, где квартирует Николай Кошевой.

## Адаптации
По мотивам рассказов «Шибалково семя» и «Родинка» Михаила Шолохова в 1964 году на киностудии «Ленфильм» снят художественный фильм «Донская повесть». Режиссёр-постановщик В. А. Фетин, сценарий А. Витоля.